# Franz von Marchia
Franz von Marchia (auch Franciscus de Marchia, Francesco della Marca und viele andere Schreibweisen) (* zwischen 1285 und 1290 in Appignano; † um 1344) war Philosoph, Theologe und Mitglied des Franziskanerordens.

## Leben
Franz von Marchia wurde zwischen 1285 und 1290 in Appignano in Italien geboren. Als Mitglied des Franziskanerordens wurde er Lehrer an der Universität von Paris und hielt dort in der Vorlesungszeit 1319/1320 seine Sentenzenvorlesung. Von Paris aus ging er 1324 als Lektor nach Avignon. In der Verhandlung des sogenannten Armutsstreits stand er an der Seite seines damaligen Ordensgenerals, Michael von Cesena, der von Papst Johannes XXII. schließlich der Häresie beschuldigt wurde. Am 26. Mai 1328 floh er zusammen mit Michael, Bonagratia von Bergamo und Wilhelm von Ockham aus Avignon und ging über Pisa nach München an den Hof Ludwigs IV., der ein scharfer Gegner des Papstes war. Von dort aus kämpfte er in seinen Schriften weiter gegen den Papst und für seinen Orden. Im Jahre 1341 fiel er schließlich doch noch in die Hände der Inquisition und es wurde ein Prozess gegen ihn eröffnet. Infolgedessen widerrief er seine Irrtümer und starb bald nach 1344.
Er entwickelte auch einen Vorläufer der Impetustheorie, die wenige Jahrzehnte später Johannes Buridan entwickelte. Dabei geht es um die Frage, warum ein geworfenes Projektil seine Bewegung beibehält, nachdem es losgelassen wurde. Nach der Impetustheorie wurde dabei eine Kraft übertragen, was auch Franz von Marchia vertrat (allerdings war sie bei ihm nur temporär im Projektil).

## Werke
Auswahl
- Improbatio contra libellum Domini Johannis qui incipit Quia vir reprobus
- Quodlibet cum quaestionibus selectis ex commentario in librum Sententiarum
- Sententia et compilatio super libros Physicorum Aristotelis
- Quaestiones praeambulae et Prologus
- Distinctiones primi libri prima ad decimam
- Quaestiones super Metaphysicam